# 温妮·肖
温妮·肖（英語：Winnie Shaw，1947年1月18日—1992年3月30日），生于苏格兰格拉斯哥，英国女子网球运动员。她曾获得法国网球公开赛女子双打亚军。她于1992年在英格兰沃金去世。